# جوناثان أكا
جوناثان أكا (بالفرنسية: Jonathan Aka)‏ مواليد 13 سبتمبر 1986 في باريس، هو لاعب كرة سلة فرنسي بدأ مسيرته الاحترافية في سنة 2004 ويحمل الرقم 10. يبلغ طوله 6 قدم 8 بوصة (2.0 م).

## فرق لعب لها
- جاي دي أيه ديجون
- باريس لوفالوا

## روابط خارجية
- جوناثان أكا على موقع الاتحاد الدولي لكرة السلة (الإنجليزية)
- جوناثان أكا على موقع كرة السلة الأوروبية.كوم (الإنجليزية)
- جوناثان أكا على موقع ريلجم (الإنجليزية)
- جوناثان أكا على موقع بروبوليرز (الإنجليزية)
- جوناثان أكا على موقع سبورتس رفرنس (الإنجليزية)